# David och pärlan
David och pärlan är en musiksaga som skapats av Kerstin Erlandsson-Svevar och Lasse Pettersson 1989. Historien är uppläst av  Börje Ahlstedt.
Sagan handlar om pojken David som bor hos sin elake farbror, rådsmannen Lage. David tvingas arbeta dag ut och dag in med att laga mat, diska, städa, tvätta och får aldrig tid att leka eller att skaffa vänner. En morgon bestämmer han sig dock för att rymma. Han packar ned Lages frukost och lite kläder i en vedsäck och ger sig av.